# Something Better
„Something Better“ е песен на финландската група „Софтенджин“, с която представят Финландия на „Евровизия 2014“ в Копенхаген. Песента е композирана от вокалиста на групата Топи Латука, а текстът е написан от Латука и Хенри Оскар, клавирист и перкусионист в същата група.
Песента разказва историята на стар човек, който смята, че не е постигнал нищо в живота, но след смъртта на жена си, любов още от детските години, той осъзнава, че тя е най-голямото му постижение.
Любопитен факт е, че идеята за тази песен се ражда на същото място, където са записани песните от дебютния албум на групата, а именно лятната вила на бабата и дядото на един от членовете.